# Finale della Coppa Libertadores 2020
La finale della 61ª edizione della Coppa Libertadores si è disputata sabato 30 gennaio 2021 allo Stadio Maracanã di Rio de Janeiro, in Brasile, tra le squadre brasiliane del Palmeiras e del Santos.
La vincitrice si è qualificata alla Coppa del mondo per club FIFA 2020 che si disputerà in Qatar e alla Recopa Sudamericana 2021 (quest'ultima contro la vincente della Coppa Sudamericana 2020).
Il trofeo è stato vinto dal Palmeiras, alla seconda affermazione nella competizione.

## Le squadre
| Squadre   | Partecipazioni precedenti (il grassetto indica la vittoria) |
| --------- | ----------------------------------------------------------- |
| Palmeiras | 4 (1961, 1968, 1999, 2000)                                  |
| Santos    | 4 (1962, 1963, 2003, 2011)                                  |

## Sede

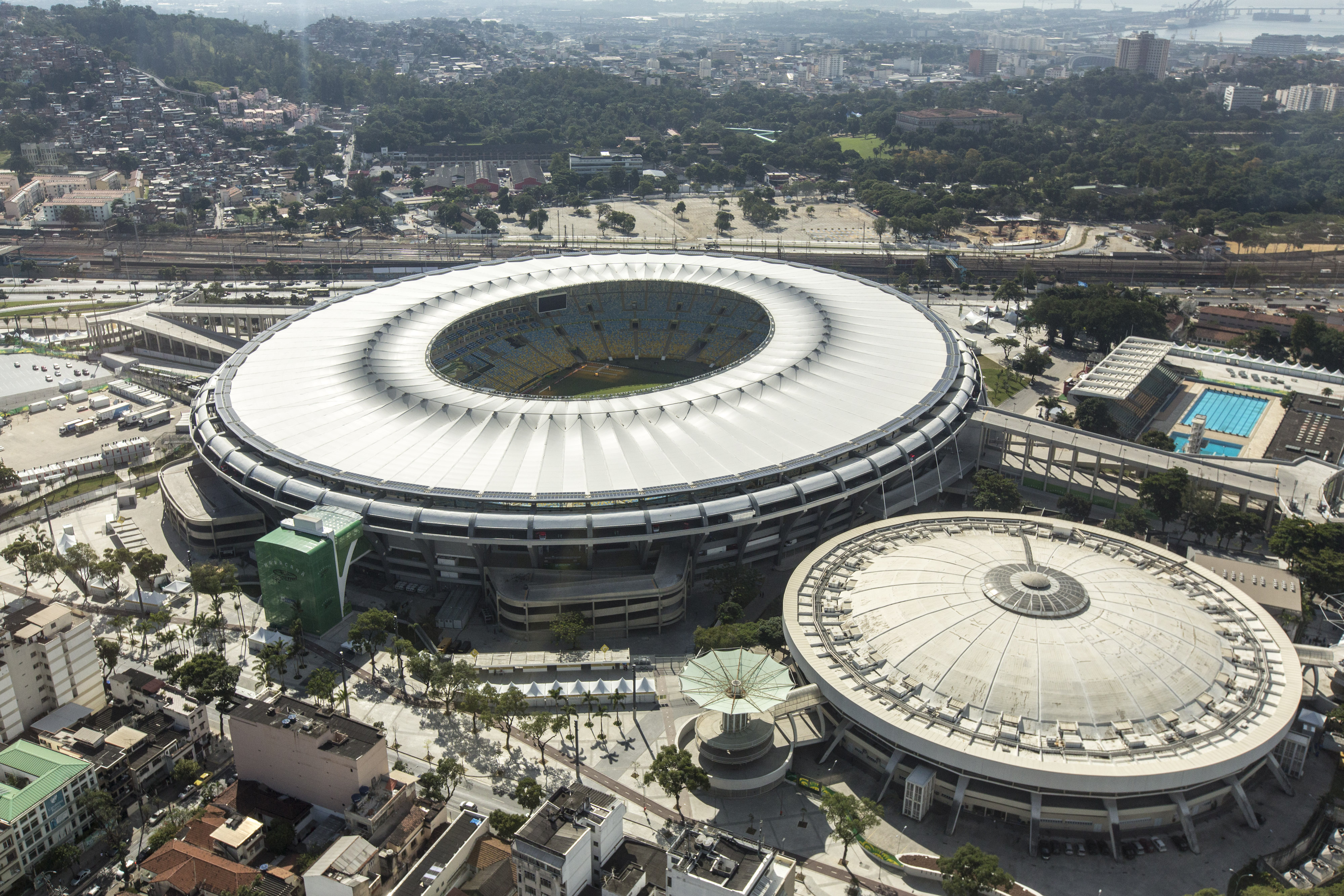
Stadio Maracanã in Rio de Janeiro, Brasile, sede della finale.

Il 19 ottobre 2019, tra le 8 candidate, la CONMEBOL ha scelto come sede della finale lo Stadio Maracanã di Rio de Janeiro in Brasile.

## Il cammino verso la finale
Il Palmeiras è inserito nel gruppo B con gli argentini del Tigre, con i paraguaiani del Guarani e con i boliviani del Bolívar. Con sedici punti, frutto di cinque vittorie ed un pari, si qualificano agli ottavi classificandosi primi nel girone. Al turno successivo sconfiggono gli ecuadoriani del Delfín sia in trasferta 3-1, che in casa per 5-0. Ai quarti di finale pareggiano in trasferta 1-1 con i paraguaiani del Libertad per poi vincere 3-0 in casa. In semifinale affrontano gli argentini del River Plate vincendo a Buenos Aires 3-0 ma perdendo in casa 2-0. Tornano a disputare una finale dopo 20 anni.
Il Santos viene inserito nel gruppo G con gli argentini del Defensa y Justicia, con gli ecuadoriani del Delfín e con i paraguaiani dell'Olimpia. Con sedici punti, frutto di cinque vittorie ed un pareggio si qualificano agli ottavi classificandosi primi nel girone. Al turno successivo sconfiggono 2-1 gli ecuadoriani del LDU Quito in trasferta per perdere poi il ritorno in casa, passando per la regola dei gol fuori casa . Ai quarti di finale contro i brasiliani del Grêmio pareggiano in trasferta, vincendo in casa per 4-1. In semifinale con gli argentini del Boca Júnior pareggiano 0-0 al La Bombonera, vincendo al ritorno per 3-0.
Note: In ogni risultato sottostante, il punteggio della finalista è menzionato per primo.
| Squadra   | P  | G | V | N | P | GF | GS | DR  |
| --------- | -- | - | - | - | - | -- | -- | --- |
| Palmeiras | 16 | 6 | 5 | 1 | 0 | 17 | 2  | +15 |
| Guarani   | 13 | 6 | 4 | 1 | 1 | 13 | 7  | +6  |
| Bolívar   | 4  | 6 | 1 | 1 | 4 | 6  | 13 | -7  |
| Tigre     | 1  | 6 | 0 | 1 | 5 | 3  | 17 | -14 |

| Squadra            | P  | G | V | N | P | GF | GS | DR |
| ------------------ | -- | - | - | - | - | -- | -- | -- |
| Santos             | 16 | 6 | 5 | 1 | 0 | 10 | 5  | +5 |
| Delfín             | 7  | 6 | 2 | 1 | 3 | 6  | 7  | -1 |
| Olimpia            | 6  | 6 | 2 | 0 | 4 | 8  | 10 | -2 |
| Defensa y Justicia | 5  | 6 | 1 | 2 | 3 | 6  | 8  | -2 |

## Tabellino
| Arbitro: | Patricio Loustau |

|                |           |  |
| B. Lopes 90+9’ | Marcatori |  |

| Palmeiras | Santos |

### Formazioni
| P             | 1  | Weverton          |       |        |
| D             | 2  | Marcos Rocha      | 90+7’ |        |
| D             | 13 | Luan              |       |        |
| D             | 15 | Gustavo Gómez     | 35’   |        |
| D             | 17 | Matías Viña       | 58’   |        |
| C             | 28 | Danilo            |       |        |
| C             | 25 | Gabriel Menino    |       | 85’    |
| C             | 8  | Zé Rafael         |       | 78’    |
| C             | 23 | Raphael Veiga     |       | 90+12’ |
| C             | 11 | Rony              |       | 90+12’ |
| A             | 10 | Luiz Adriano      |       |        |
| Panchina:     |    |                   |       |        |
| P             | 22 | Jailson           |       |        |
| D             | 3  | Emerson Santos    |       |        |
| D             | 4  | Benjamín Kuscevic |       |        |
| D             | 6  | Alan Empereur     |       | 90+12’ |
| D             | 12 | Mayke             |       |        |
| D             | 26 | Renan             |       |        |
| D             | 30 | Felipe Melo       |       | 90+12’ |
| C             | 5  | Patrick de Paula  |       | 78’    |
| C             | 14 | Gustavo Scarpa    |       |        |
| C             | 20 | Lucas Lima        |       |        |
| A             | 19 | Breno Lopes       | 90+9’ | 85’    |
| A             | 29 | Willian           |       |        |
| Allenatore:   |    |                   |       |        |
| Abel Ferreira |    |                   |       |        |

| P           | 24   | John             |        |        |
| D           | 4    | Pará             |        | 90+11’ |
| D           | 28   | Lucas Veríssimo  | 10’    |        |
| D           | 14   | Luan Peres       |        |        |
| D           | 3    | Felipe Jonatan   |        | 90+3’  |
| C           | 18   | Sandry           |        | 73’    |
| C           | 5    | Alison           | 90+13’ |        |
| C           | 11   | Marinho          |        |        |
| C           | 21   | Diego Pituca     | 70’    |        |
| C           | 10   | Yeferson Soteldo | 90+6’  |        |
| A           | 19   | Kaio Jorge       |        | 90+3’  |
| Panchina:   |      |                  |        |        |
| P           | 1    | Vladimir         |        |        |
| P           | 30   | João Paulo       |        |        |
| D           | 2    | Luiz Felipe      |        |        |
| D           | 13   | Mádson           |        | 90+3’  |
| D           | 20   | Laércio          |        |        |
| D           | 27   | Wellington Tim   |        | 90+3’  |
| C           | 17   | Jean Mota        |        |        |
| C           | 22   | Guilherme        |        |        |
| C           | 26   | Vinicius         |        |        |
| A           | 23   | Arthur Gomes     |        |        |
| A           | 33   | Bruno Marques    |        | 90+11’ |
| A           | 36   | Lucas Braga      |        | 73’    |
| Allenatore: |      |                  |        |        |
| Cuca        | Cuca | Cuca             | 90+6’  |        |